# Fusignano
Fusignano (Fusgnã in romagnolo) è un comune italiano di 8 198 abitanti della provincia di Ravenna in Emilia-Romagna.

## Storia

### Dalla fondazione all'unità d'Italia
Il più antico documento che menziona la zona dove sorse Fusignano è una donazione del re longobardo Liutprando (anno 743) al vescovo di Faenza concernente circa 200 ettari di bosco: si tratta della magnum forestum che occupava tutta la zona a nord di Bagnacavallo fino alla valle Padusa (Fusignano e Bagnacavallo si trovano tuttora nella diocesi faentina). La zona dove sorse Fusignano era un'area di confine: qui terminavano i cardini della vecchia centuriazione romana ed iniziavano le aree paludose.
Nel territorio donato alla diocesi di Faenza sorse una pieve denominata San Giovanni Battista in Lyba. Il più antico documento che ne attesta l'esistenza risale al 1019. Il territorio attorno alla pieve era per la gran parte incolto. Vi erano dei porti vallivi che permettevano alle merci di continuare il loro percorso via mare. Lo scalo più importante era quello, appunto, di Lyba, terminale del vecchio canale dei mulini (verrà soppiantato dall'attuale Canale di Lugo e Fusignano). Presso il porto vi era il santuario mariano più importante della zona, la chiesa della Madonna di Runzi (oggi Madonna di Fusignano), testimoniata da una pergamena datata 1071.
Nel 1213 Azzo V d'Este concedette il fondo Fuscinianus al capitano delle sue milizie, Francesco Mancini. La fondazione dell'attuale centro abitato risale alla metà del XIII secolo. La famiglia dei conti di Donigallia, probabilmente autoctona, possedeva una vasta area tra le odierne Lugo e Fusignano. Avevano la propria residenza nell'abitato altomedievale di Donigallia-Cocorre, situato a poche centinaia di metri dalla pieve di San Giovanni Battista. Nel 1241 i Conti di Cunio si sostituirono ai Donigallia come signori del contado unendo per matrimonio i loro beni patrimoniali (caso pressoché unico per il casato dei Cunio, i cui membri erano tutti uomini d'armi). Alla metà del XIII secolo una serie di villaggi situati a sud di Lugo di proprietà dei Cunio fu sommersa da una rovinosa inondazione del fiume Senio. Gli abitanti persero le loro case. Nel 1257 i conti di Cunio decisero di trasferirli 12 km più a nord, nel nuovo territorio da loro acquistato. Edificarono un castrum nel fondo Fuscinianus. Successivamente la giurisdizione ecclesiastica della pieve di San Giovanni fu trasferita al nuovo centro abitato. Nel 1359 i Cunio cedettero il territorio di Donigallia a Guido da Polenta. Dopo alterne vicende, il contado, con il fondo Fuscinianus, passò alla Santa Sede.
Nel 1445 papa Eugenio IV cedette Fusignano, con altri castelli della Bassa Romagna, agli Este di Ferrara. Nel 1464 Borso d'Este donò il castello e il territorio di Fusignano a Teofilo Calcagnini, uomo fidato membro della sua corte. Nel 1469 l'imperatore Federico III d'Asburgo conferì alla famiglia Calcagnini il titolo di conte palatino. Nel 1598, esauritasi la dinastia estense, Fusignano finì, insieme al Ducato di Ferrara, allo Stato Pontificio, inserito nella Legazione di Ferrara. Ai Calcagnini fu confermato il proprio feudo, trasformato da Contea in Marchesato nel 1605 da papa Paolo V. Opera significativa dei Calcagnini resta la concessione degli Statuti cittadini.
Conti di Fusignano
- Teofilo I 1467-1488
- Alfonso I 1488-1510
- Tommaso I 1510-1519
- Alfonso II 1519-1561

Marchesi di Fusignano
- Guido 1561-1610
- Cesare I 1610-1630
- Mario 1630-1634
- Francesco II 1634-1665
- Cesare II 1665-1672
- Francesco III 1672-1701
- Cesare III 1701-1731
- Francesco IV 1731-1796

La dinastia Calcagnini dominò Fusignano per tre secoli: dal Cinquecento alla fine del Settecento. I loro principali rivali furono i Corelli, la cui presenza in paese è più antica, risalendo al XIII secolo. Nel 1632 (ovvero 21 anni prima della nascita di Arcangelo Corelli) si scatenò una faida tra le due famiglie: i Corelli, guidati dal capofamiglia Rodolfo, tentarono di uccidere il marchese Mario Calcagnini, cioè colui che possedeva il feudo di Fusignano. L'agguato fu teso la sera del 2 aprile, ma non andò a segno: il Calcagnini si salvò. Ne seguì una spietata repressione, con la condanna a morte di Rodolfo Corelli per decapitazione. Del corpo fu poi fatto scempio: venne squartato. Seguì la distruzione del palazzo di famiglia, poi il suolo fu arato e vi fu sparso il sale. Il luogo in cui era stata abbattuta la casa dei Corelli fu da allora chiamato Guasto Calcagnini o Spianata dei Corelli. Il marchese Mario Calcagnini, due anni dopo il famoso "guasto", lasciò comunque Fusignano e si ritirò nell'altro feudo della famiglia, quello di Formigine, scambiandolo a vantaggio dei cugini Francesco e Borso, figli di Cesare I Calcagnini. Solo un secolo dopo si poté costruire sulla Spianata: nel 1753 i Corelli donarono il terreno alla parrocchia affinché venisse costruita una chiesa, l'attuale Chiesa del Suffragio. All'interno fecero costruire una cappella per la propria famiglia e una per i Calcagnini, a testimonianza dell'avvenuta pacificazione tra i due casati.
Nel 1796 l'invasione dell'esercito francese rivoluzionario determinò la fine della signoria dei Calcagnini. I francesi, infatti, abolirono i diritti feudali. I Calcagnini continuarono a risiedere nel proprio castello a Fusignano fino al 1944, quando l'edificio fu distrutto totalmente dai bombardamenti.
Nel 1788 erano state aperte le prime scuole pubbliche, nel 1796 fu inaugurato il nuovo ospedale civile trasformando il vecchio ospedale voluto dai Corelli nel Cinquecento.. In quegli anni Fusignano contava circa 3 000 abitanti.
Con l'annessione delle Legazioni pontificie al Regno di Sardegna (1859), Fusignano passò alla provincia di Ravenna.

### XX secolo

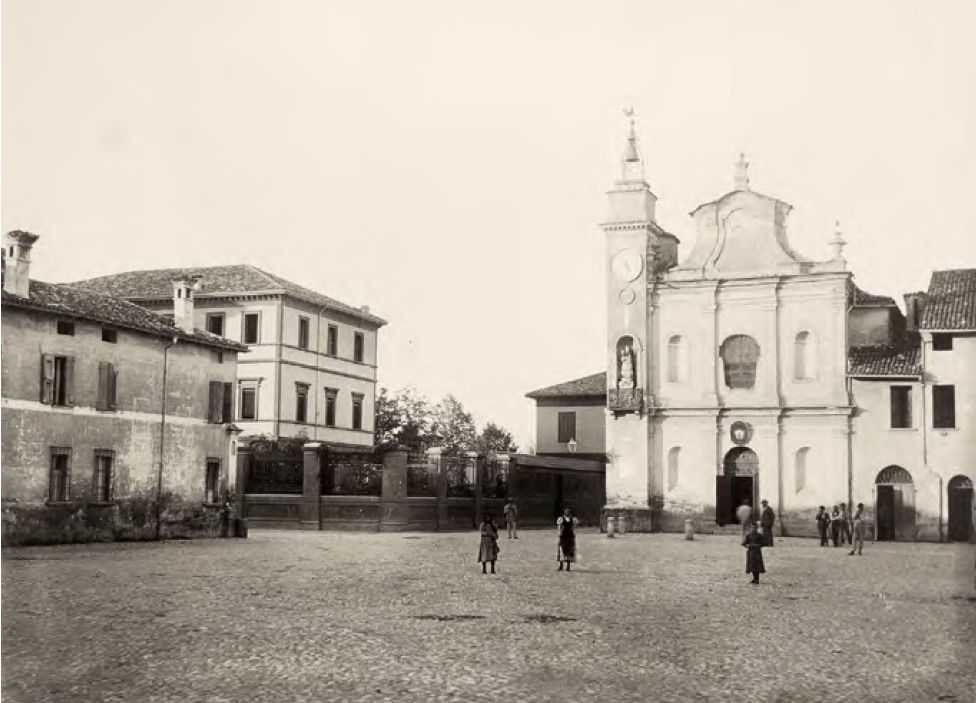
Piazza Maggiore (oggi Piazza Corelli) alla fine del XIX secolo.

Fusignano nel 1945, subito dopo la Liberazione.

Alle prime elezioni comunali dopo la prima guerra mondiale, nel 1920, i socialisti ottennero il 73,6% dei voti. Fu eletto sindaco Battista Emaldi, che rimase in carica fino al 1922. Le elezioni del 17 dicembre 1922 furono invece vinte dai fascisti che, un mese dopo, il 12 gennaio 1923 assassinarono Emaldi.
Durante la seconda guerra mondiale l'avanzata degli Alleati fu arrestata per quattro mesi sul fiume Senio, corso d'acqua che lambisce il centro abitato. I combattimenti con i nazisti furono asperrimi, riducendo Fusignano ad un cumulo di macerie e quasi azzerandone il patrimonio artistico. Fusignano fu liberata il 10 aprile 1945 dal Gruppo di Combattimento "Cremona".
Il 26 novembre 1949 il Senio in piena esondò. Il paese venne interamente allagato. Occorsero otto giorni di lavoro per ripristinare l'argine e tornare alla normalità. Fu l'ultima volta che il fiume causò seri danni al paese.

Gli anni cinquanta videro una veloce ricostruzione che non tenne nel dovuto conto il patrimonio storico della città: furono abbattuti i ruderi sia del palazzo Piancastelli sia della chiesa arcipretale, dall'enorme cupolone. Inoltre, l'area su cui sorgeva il castello con il giardino all'inglese dei Calcagnini fu lottizzata per lasciare il posto a case popolari.
Gli anni sessanta hanno visto un febbrile sviluppo economico, basato soprattutto sul settore calzaturiero. Significativa l'azione dell'arciprete, mons. Mario Vantangoli, amico personale di Papa Giovanni XXIII e capace di dialogare politicamente con l'amministrazione di sinistra.
Gli ultimi decenni del XX secolo e i primi del nuovo secolo vedono un progressivo declino della vita economica ed una progressiva emarginazione del paese, dovuti in parte alla lontananza dalle grandi vie di comunicazione.

### Simboli
Lo stemma è stato riconosciuto con DCG del 4 luglio 1928.
Il fuso è un'arma parlante. Il gonfalone è un drappo di azzurro.

### Onorificenze
Fusignano è tra le città decorate al valor militare per la guerra di liberazione, insignita della croce di guerra al valor militare per i sacrifici delle sue popolazioni e per l'attività nella lotta partigiana durante la seconda guerra mondiale ed è membro dell'Istituto Nazionale del Nastro Azzurro che raggruppa tutti i combattenti decorati al valor militare:

## Monumenti e luoghi d'interesse

### Architetture religiose
- Chiesa di San Giovanni Battista: è la chiesa parrocchiale di Fusignano. Di origine altomedievale, fu riedificata nel XIII secolo. I bombardamenti della Seconda guerra mondiale la rasero al suolo. La chiesa attuale è stata costruita nei primi anni 1950. Vi è esposta un'opera del XVI secolo, attribuita ai fratelli Dossi (Dosso e Battista), che rappresenta Giovanni che battezza Gesù; da segnalare pure la "Via Crucis", dello scultore fusignanese Raoul Vistoli, e una tela del Cinquecento raffigurante la Madonna Patrona Fusiniani, opera di Francesco Acquaviva;
- Chiesa del Suffragio (o Tempio dei Caduti): conserva tre opere attribuite a Benedetto dal Buono: due ovali, rappresentanti Il transito di S.Giuseppe e La Vergine col bambino che appare ad un'inferma, ed una pala d'altare intitolata Madonna del Buon Consiglio, S. Andrea, S. Teresa d'Avila, S. Luigi Gonzaga e S. Vincenzo Ferrer;
- Chiesa parrocchiale di Maiano Monti: contiene un ciclo pittorico dell'artista ravennate Luigi Bergamini (1921-1992), singolare figura di artista che morì a Fusignano. Alcune sue opere sono state esposte a Siena nel 2009 nella mostra "Arte, Genio e Follia" ideata da Vittorio Sgarbi;
- Chiesa parrocchiale di San Savino: vi si può ammirare un sarcofago bizantino del V o VI secolo. Nel Basso Medioevo si affermò presso i fedeli fusignanesi la credenza secondo cui San Savino avrebbe predicato nella zona. Fu edificata una chiesa intitolata al santo, attorno alla quale nacque il centro abitato. Secondo la tradizione il sarcofago avrebbe accolto le spoglie del santo. Tale tradizione non ha mai trovato conferma nelle fonti storiche[12]. Alla metà del XV secolo i resti in esso contenuti furono traslati nel Duomo di Faenza, dove sono tuttora conservati. Nel 1927 l'Ispettorato dei Monumenti di Ravenna fece aprire il sarcofago e lo trovò senza fondo e completamente vuoto[13].

### Architetture civili
- Casa di Vincenzo Monti, edificata nel 1737. Sita nella frazione Maiano, fu di proprietà del poeta, che vi soggiornava nei periodi estivi e vi riceveva gli amici del bel mondo milanese;
- Monumento alla pietà, opera del ceramista Angelo Biancini posta nella facciata dell'ospedale S. Rocco.

### Altro
- Urna votiva di scuola canoviana. Fu realizzata nel XIX secolo in memoria del marchese Celio Calcagnini (1479-1541) e destinata a Villa Calcagnini. Si salvò dai bombardamenti della Seconda guerra mondiale, che invece rasero al suolo l'edificio. Donata dagli eredi al Comune nel 1963, è collocata su una stele in piazza Calcagnini (luogo in cui anticamente sorgeva il castello di Fusignano).
- Murales della Sala Aurora (oggi sede del circolo ARCI «Brainstorm»): grandiosa opera dell'artista cileno Eduardo Sanfurgo.
- Erma in ceramica dedicata a Massimo Zanardi personaggio di Andrea Pazienza: si trova nel parco Piancastelli;

### Monumenti scomparsi

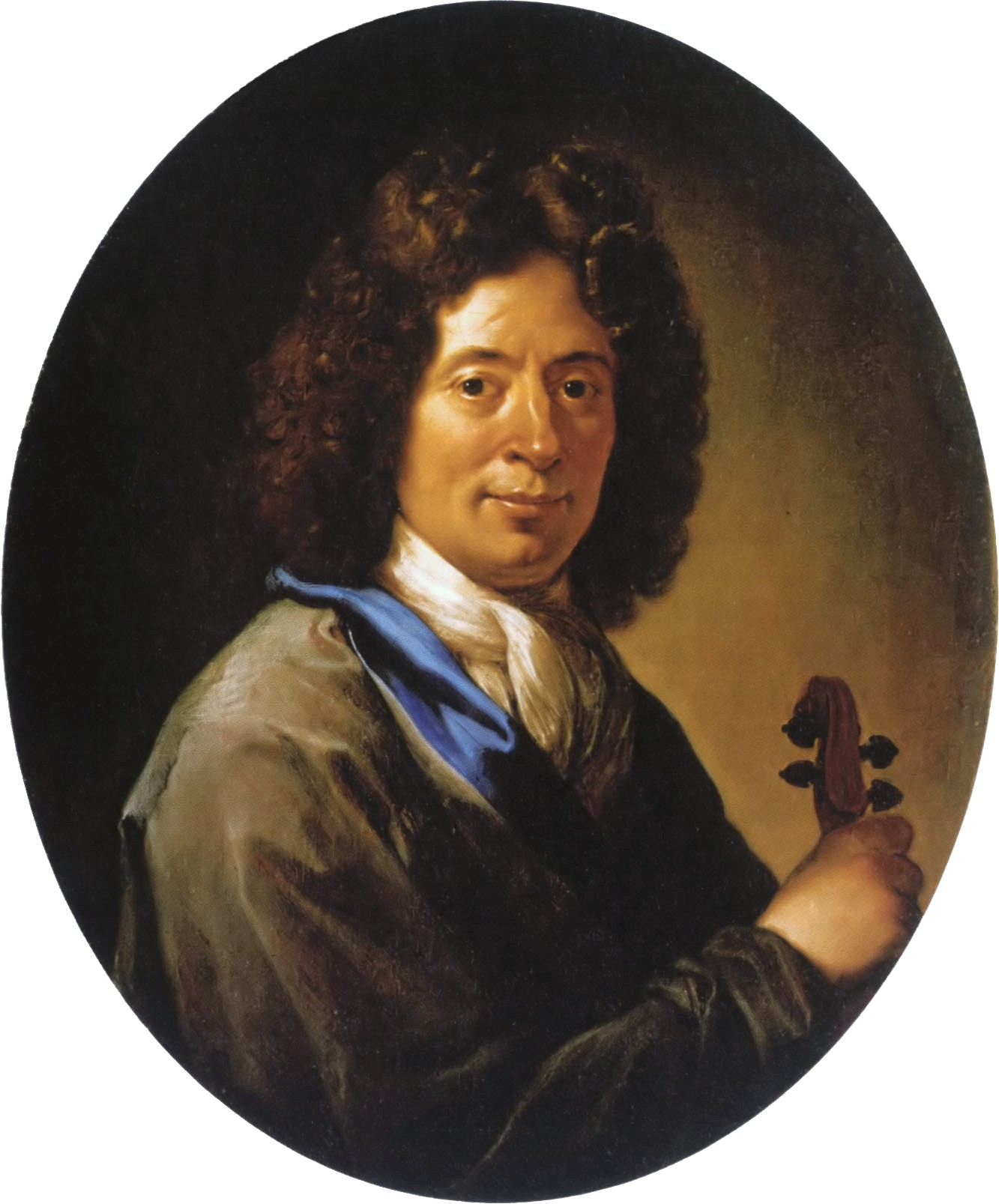
Arcangelo Corelli

- Teatro settecentesco. Voluto dai marchesi Calcagnini, sorgeva lungo l'attuale via Teatro. Fu inaugurato nel 1795 e demolito nel 1928 per far posto al Mercato coperto;
- Palazzo Piancastelli, voluto dal collezionista e bibliofilo Carlo come sede della sua Biblioteca;
- Villa Severoli, già della famiglia Corelli (vi nacque Arcangelo Corelli);
- Castello Calcagnini, già sede dell'amministrazione del feudo;

Questi ultimi tre edifici rimasero gravemente danneggiati dai bombardamenti della seconda guerra mondiale.

### Aree naturali
- L'area naturale di maggior pregio sita nel territorio fusignanese è il «corridoio ecologico» rappresentato dal Canale dei Mulini di Castel Bolognese, Lugo e Fusignano. L'infrastruttura, costruita nel XIV-XV secolo per alimentare i mulini ad acqua e le coltivazioni[14], con l'esaurirsi della sua funzione primaria è oggi una via d'acqua di servizio al Canale in destra di Reno, dove termina il suo corso. Dal 2011 il tratto del canale ricompreso tra i comuni di Lugo e Fusignano fa parte di un'area di riequilibrio ecologico[15] che si estende per 79 ettari. Lungo il canale è rimasto un solo mulino, il «Mulino Calcagnini». Oggi è la sede dell'atelier di un artista locale. Oltre al canale, l'area comprende il Bosco di Fusignano (un bosco di latifoglie cresciuto lungo le rive), le "Buche Gallamini" e le "Cave ex-fornace";
- Le "Cave": vasta area attigua all'edificio industriale della vecchia Fornace: sono significativi l'architettura della stessa, il grande invaso d'acqua che occupa l'area di scavo formatasi per fornire la materia prima per l'industria del mattone e l'area verde boschiva che la circonda. È di proprietà privata;
- L'alveo del fiume Senio;
- Bosco Calcagnini. Attorno a Palazzo Calcagnini è esistito un vastissimo giardino (24 ettari), chiamato dalla popolazione e' Bösch ("il Bosco"). Il giardino continuò ad esistere anche dopo l'esaurimento del ramo fusignanese della famiglia (1801), subendo delle modifiche nel tempo. Tra il 1830 e il 1842 fu trasformato dall'architetto Filippo Antolini (progettista del Teatro Goldoni di Bagnacavallo), passando da giardino all'italiana a giardino all'inglese. Ricco di piante esotiche, costituiva un unicum. I grossi tronchi furono venduti come estrema risorsa per le casse comunali al passaggio del fronte (1944-45) ed il sottobosco fu usato dalla popolazione come legna da ardere. Oggi l'area è oggetto di un piano di rimboschimento per ricreare una parte di quella foresta di querce e carpini che una volta si estendeva su tutta la pianura.

## Società

### Vita politica
Da fine Ottocento la propaganda e le organizzazioni socialiste si affermarono in tutta la bassa Romagna. Fusignano fu uno dei centri della Settimana rossa (1914). Altri momenti drammatici della prima metà del XX secolo furono: l'assassinio del sindaco socialista Giovanni Battista Emaldi (1923), che contrassegnò l'inizio della dittatura fascista, e l'«eccidio del Palazzone» (23 aprile 1944), condotto da più di cento tra fascisti e tedeschi dotati di armi automatiche e di un mortaio e costato 11 morti tra partigiani e coloni del Palazzone. Con il ritorno alla democrazia si è sviluppato in paese un acceso dibattito politico che ha coinvolto tutta la popolazione in una vera dialettica di idee e di forze contrapposte. Ogni partito ebbe la sua sede con annesso il bar dove si continuava a discutere (spesso in romagnolo) i temi e gli argomenti sentiti dagli esponenti politici in sezione. Le sedi di maggiore importanza erano quella del PCI, che dominava idealmente la piazza principale; quella della DC, che era stata inaugurata da Giulio Andreotti in persona; quella del PSI, posta nel Corso, unico centro di opposizione mantenutosi anche durante il Ventennio. Realtà di tutto rispetto era il PRI a Fusignano, con il suo cinema e la sua gloriosa biblioteca "G. Mazzini" vero contraltare all'egemonia comunista.
Molto sentite le feste di partito: 
- La Festa de L'Unità si svolgeva in giugno. Era la prima nella Bassa Romagna. Il programma consisteva in un grosso contenitore con un aspetto politico (dibattiti politici chiusi da un grande comizio presenziato da un big nazionale del partito), un aspetto culturale con stand a tema, spesso legati ad una realtà d'Oltrecortina (magari allestito dall'associazione Italia-URSS), ma anche temi sociali come le battaglie femministe o i temi della scuola, un aspetto ludico con balli popolari ma anche con cantanti di grido, da Celentano a Morandi, ed un lato gastronomico con piatti preparati da massaie volontarie, i famosi caplet: erano la principale fonte di finanziamento della festa - e non solo.
- Il PRI celebrava il 9 febbraio in memoria della Repubblica Romana.
- La DC aveva la Festa dell'Amicizia in settembre collocata idealmente vicino alla festa patronale della Madonna (8 settembre).

### Religione
La Chiesa cattolica comprende tre parrocchie, facenti parte della diocesi di Faenza-Modigliana: S. Giovanni Battista in Fusignano, San Savino e S. Maria del Pilaro in Maiano. Fusignano è sede di vicariato; alla sua giurisdizione appartengono anche le parrocchie, site fuori del territorio comunale, di Masiera, Bizzuno, Villa San Martino e Sant'Agata sul Santerno. Parte del territorio fusignanese appartiene alla parrocchia di Rossetta, la cui chiesa è sita in comune di Bagnacavallo. 

Edifici religiosi particolari siti nel territorio del comune sono la settecentesca chiesa del Suffragio, la chiesetta del Crocefisso ed una piccola cappella dedicata a Santa Lucia appartenente alla parrocchia di Santa Maria in Alfonsine. Fusignano non ha conosciuto la presenza di ordini religiosi finché fu feudo dei Calcagnini, perché questi erano gelosi della propria giurisdizione e non volevano all'interno del loro piccolo stato delle entità autonome. A partire dal XIX secolo furono presenti tre ordini di monache: le Dorotee, tra XIX e XX secolo, e le Salesiane nella seconda metà del Novecento, che si occupavano dell'educazione delle fanciulle, e le suore di Carità, che sono rimaste a presidiare l'ospedale fino a metà del XX secolo.
 
Tra le opere di carità si segnala l'Opera Pia Francesconi. Fondata dai fratelli Francesconi nella prima metà del Novecento, possiede beni propri e si è data la missione di finanziare istituzioni culturali di impronta cattolica.
I Testimoni di Geova hanno una casa del Regno capace di 120 posti.
La comunità musulmana ha un suo ambiente adibito a moschea; sito inizialmente nel Corso, ora si trova nella zona industriale.

### Evoluzione demografica
Abitanti censiti

### Etnie e minoranze straniere
Secondo i dati ISTAT al 1º gennaio 2017 la popolazione straniera residente era di 1 020 persone, pari al 12,5% della popolazione residente. Le nazionalità maggiormente rappresentate erano:
- Marocco 279
- Romania 192
- Senegal 156
- Macedonia del Nord 97

## Cultura

### Musei
- Museo civico "San Rocco": allestito all'interno del settecentesco complesso di San Rocco (in passato ospitava l'ospedale cittadino), contiene numerose opere significative di artisti fusignanesi del XX secolo raramente esposte al pubblico. Si segnalano le sculture di Raoul Vistoli e gli acquarelli di Francesco Verlicchi. Vi giacciono accatastate pure opere di Luigi Bergamini (1921-1992). Inaugurato nel 2001, il museo è inoltre sede di una ricchissima collezione di targhe votive in ceramica;
- Museo della Romagna «Air Finders», sito nella frazione Maiano[19];
- Museo di auto e moto d'epoca "Contoli".

### Istituzioni
- Biblioteca «Carlo Piancastelli»: è l'istituto culturale più prestigioso della città. Ha avuto il privilegio di essere diretto da insigni studiosi: Alfredo Belletti, scomparso nel 2004, e Giuseppe Bellosi, l'attuale responsabile.
- Scuola di Musica «Arcangelo Corelli». Rifondata nel dopoguerra da Ivo Benati. Ormai plurisecolare, ha esercitato nel tempo, se pur con alterne vicende, una funzione di alfabetizzazione musicale creando un campo fertile al formarsi di personalità che hanno ottenuto successi professionali di tutto rispetto. Si possono citare: Genunzio Ghetti (primo violoncello alla Scala), Dino Caravita (violoncellista all'orchestra della RAI di Torino), l'intera famiglia Abbondanti (uno dei membri ha fatto parte dell'orchestra del Maggio Musicale Fiorentino), Leopoldo Zaffagnini (virtuoso di più strumenti spesso in tournée all'estero), Giovanni Zagonari (percussionista al Comunale di Bologna), le cantanti liriche Leonora Taroni e Maria Teresa Gallina. Filippo Negri è attualmente violoncellista alla Fenice di Venezia e Domenico Foschini, virtuoso di strumenti a fiato e cultore di musica irlandese, insegna al Conservatorio di Trieste.
- Scuola di disegno. Di antica tradizione, fu retta dal 1927 al 1944 da Giulio Avveduti, che ebbe come discepoli Raoul Vistoli (scultore molto attivo a Roma nel campo dell'arte sacra), Francesco Verlicchi e Antonio Savioli.

### Scuole
A Fusignano vi sono una scuola materna, una scuola primaria di primo grado ed un istituto secondario di primo grado. Vi è anche una scuola materna paritaria, gestita dalla parrocchia.

La comunità musulmana ha una piccola scuola coranica.

### Sale e strutture per eventi culturali
- Auditorium «Arcangelo Corelli»: capace di duecentoventi posti, vi si tengono soprattutto concerti per musica da camera;
- Il Granaio: antico granaio della famiglia Piancastelli ottimamente restaurato ha funzione polivanente. Vi si tengono concerti, recite teatrali, conferenze, mostre d'arte;
- Ospedale «San Rocco»: felice esempio di architettura tardoneoclassica, possiede un magnifico scalone dal quale si accede ad un maestoso atrio antistante due ampie sale dove si tengono concerti di musica classica, conferenze e mostre d'arte;
- Sala Francesconi: sede di convegni e concerti;
- Salone "Casa Giovanni XXIII": sede di spettacoli teatrali e di un noto concorso canoro: Il Fuso d'Oro;
- Circolo ARCI Brainstorm, già Sala Aurora, è sede di un circolo giovanile e ha una funzione polivalente;
- Il cinema moderno, ristrutturato all'inizio del XXI secolo per volere di Don Pellegrino Montuschi.

### Lingua romagnola
Fusignano ha sempre riservato molta attenzione alla poesia e al teatro in lingua romagnola. Uno dei più importanti studiosi delle tradizioni romagnole, Giuseppe Bellosi, è fusignanese. Testi di poesia in romagnolo si trovano già pubblicati da Fusignanesi fin dal XVIII secolo. Ricca è la produzione nel secondo Novecento: oltre al già ricordato Bellosi (che è poeta oltre che etnologo), si possono citare le collane di Adolfo Margotti, Ido Silvagni, Waldo Tabanelli e Francesco Capucci. Piacevole la lettura del poemetto di quest'ultimo pubblicato poco prima della sua scomparsa, vera saga fusignanese. Molto popolari sono le letture pubbliche di poesie romagnole, i Trebb, che rievocano l'abitudine di tali recite nelle stalle contadine durante l'inverno. A Raffaello Baldini Fusignano ha dedicato l'area antistante la biblioteca. Il teatro dialettale romagnolo ha una solida tradizione, con testi creati anche da autori locali e ambientati in loco. Tra gli autori locali va citata la produzione di Bianca Cortesi, che è stata attiva anche oltre i novant'anni di età.

### Cinema e teatri
- La prima sala cinematografica di Fusignano fu aperta nel 1910 dall'arciprete. A partire dagli anni venti l'attuale Cinema Teatro Moderno divenne uno dei principali centri di aggregazione degli abitanti. Nel secondo dopoguerra l'offerta si arricchì con rassegne, saggi degli allievi della scuola di musica ed anche gare canore. Nel 1994 il cinema si vide costretto a chiudere per via delle nuove norme in materia di sicurezza. Dopo quasi vent'anni, il 3 settembre 2011 il Cinema Teatro Moderno è stato riaperto con una nuova veste, grazie a una raccolta di fondi e a generose donazioni: con oltre 400 posti a sedere, è la sala più ampia attualmente esistente nel territorio comunale.
- Furono poi costruite due grandi sale cinematografiche: il teatro Corelli (detto "Zampa" dal nome del proprietario) negli anni trenta e il Cinema Italia dei repubblicani nel dopoguerra. Capaci di un migliaio di posti ciascuno, ebbero molta fortuna fino agli anni novanta. Con la crisi del cinema, il primo è stato demolito per far posto a negozi ed appartamenti; il secondo è stato acquistato dal comune che l'ha trasformato nell'attuale auditorium cittadino.

### Musica
Fusignano presenta una ricca quantità di attività musicali:
- Convegni Corelliani;
- Congressi internazionali di studi corelliani;
- Premio musicale "Dino Caravita" (concorso nazionale per giovani strumentisti e cantanti);
- «Il Suono Antico»: ciclo di concerti di musica da camera che si tengono a maggio nella chiesa del Suffragio.

A Fusignano sono attivi: la corale "Arcangelo Corelli", fondata da Francesco Capucci, il coro "Jubilate" e, dal 2011, il coro "Non Siamo Angeli".

### Eventi e ricorrenze
- 8 settembre, Patrona Fusiniani: è la festa della Patrona, la Natività di Maria. Nata oltre quattro secoli fa, nel 1570, è una delle manifestazioni più antiche di tutta la Romagna. Nei giorni della festa si tiene una sagra della durata di quattro giorni;
- 10 aprile: commemorazione dell'«eccidio del Palazzone»;
- Festa delle Culture (quarta domenica di novembre).

## Economia
Fusignano ha avuto una forte tradizione cooperativistica. All'inizio del XX secolo vi erano due grandi realtà cooperative: quella socialista ("la rossa") e quella repubblicana ("la gialla"). Furono soffocate dalle squadre fasciste. Con la Liberazione ci fu una vera febbre cooperativa: addirittura i barbieri, i falegnami si unirono in cooperativa.

Realtà socialmente importanti nella vita sociale ed economica del paese sono state quella agricola ("il collettivo") e quella edile (la Rescoop) ancora vive. Proprio a Fusignano è nata la cooperativa vinicola "Cevico" che successivamente ha spostato la sua sede nella vicina Lugo.

La principale industria del paese è stata per decenni quella delle calzature. Ora sono presenti anche industrie meccaniche e della gomma.

## Infrastrutture e trasporti

### Strade
Strade provinciali
La principale strada provinciale di Fusignano è la n. 14 "Quarantola", che collega il centro abitato a Lugo (7 km).
Collegano il centro abitato con il forese la n. 109 (per San Savino) e la n. 17 (per Maiano Monti).
La mobilità pubblica di Fusignano è garantita da autocorse svolte dalla società START-Romagna.
Nel 1885 fu attivata la stazione della tranvia Lugo-Fusignano-Alfonsine, impianto esercito con trazione a vapore che rimase in esercizio per soli 22 mesi.

## Amministrazione
I Comuni di Alfonsine, Bagnacavallo, Bagnara di Romagna, Conselice, Cotignola, Lugo, Massa Lombarda e Sant'Agata sul Santerno formano insieme l'Unione dei comuni della Bassa Romagna.

### Sindaci dal 1889
Regno d'Italia
Elezione del sindaco da parte del consiglio comunale (legge 30/12/1888, n. 5865)
| Periodo | Periodo | Primo cittadino          | Partito | Carica                  | Note       |
| ------- | ------- | ------------------------ | ------- | ----------------------- | ---------- |
| 1890    | 1893    | Emilio Gagliardi         |         | Sindaco                 |            |
| 1893    | 1899    | Enrico Armandi           |         | Sindaco                 |            |
| 1899    | 1903    | Leone Vicchi             |         | Sindaco                 |            |
| 1903    | 1904    | Enrico Armandi           |         | Sindaco                 | 2ª volta   |
| 1904    | 1906    | Antonio Ricci            |         | Sindaco                 |            |
| 1906    | 1915    | Enrico Armandi           |         | Sindaco                 | 3ª volta   |
| 1915    | 1915    | Emidio Costa             |         | Sindaco                 |            |
| 1915    | 1920    |                          |         | Commissario prefettizio |            |
| 1920    | 1922    | Giovanni Battista Emaldi |         | Sindaco                 | Dimissioni |

Podestà
Podestà nominati dal re
| Periodo | Periodo | Primo cittadino      | Partito | Carica  | Note |
| ------- | ------- | -------------------- | ------- | ------- | ---- |
| 1922    | 1928    | Carlo Bolognesi      |         | Podestà |      |
| 1928    | 1938    | Cesare Ricci Armandi |         | Podestà |      |
| 1938    | 1943    | Ferdinando Foresti   |         | Podestà |      |

Repubblica italiana
Sindaci
| Periodo        | Periodo        | Primo cittadino   | Partito                                     | Carica  | Note                                                            |
| -------------- | -------------- | ----------------- | ------------------------------------------- | ------- | --------------------------------------------------------------- |
| 15 aprile 1945 | aprile 1946    | Remo Montanari    | Partito comunista                           | Sindaco | Nominato dal Prefetto.                                          |
| aprile 1946    | 2 agosto 1950  | Remo Montanari    | Partito comunista                           | Sindaco |                                                                 |
| 2 agosto 1950  | 16 giugno 1969 | Federico Mazzotti | Partito comunista                           | Sindaco | Confermato nel 1951, 1956, 1960 e 1964. Dimissionario nel 1969. |
| 16 giugno 1969 | agosto 1978    | Angelo Argelli    | Partito comunista                           | Sindaco | Confermato nel 1970 e 1975                                      |
| agosto 1978    | 11 giugno 1990 | Oriano Pirazzini  | Partito comunista                           | Sindaco | Confermato 1980 e 1985.                                         |
| 12 giugno 1990 | 14 giugno 2004 | Paolo Pirazzini   | Partito comunista poi PDS, poi DS (L'Ulivo) | Sindaco | Confermato il 24 aprile 1995 e il 14 giugno 1999.               |
| 15 giugno 2004 | 25 maggio 2014 | Mirco Bagnari     | Partito Democratico                         | Sindaco | Confermato il 26 giugno 2009.                                   |
| 26 maggio 2014 | in carica      | Nicola Pasi       | Partito Democratico                         | Sindaco | Confermato il 27 maggio 2019.                                   |

### Gemellaggi
- Biddulph, dal 1986
- La Côte-Saint-André

La Scuola Media "Renato Emaldi" mantiene dal 1986 scambi di classe regolari con il «Collège St. François» della Côte-Saint-André.

## Sport

### Associazioni sportive
- Polisportiva Rossetta
- Polisportiva Maiano Monti
- Fusignano Volley
- S.C.D. Aurora "Patata"
- Pedale Fusignanese società ciclistica
- A.S.D. Basket Aronne Gardini 2001
- Real Fusignano Calcio
- A.S.D. Adriatica
- A.G.I.S.
- Società sportiva Ginnastica Artistica Fusignano
- Società sportiva “Salute e vita” (yoga)
- A.S.D. “Jin Dao” (kung fu)
- Circolo Tennis Suzanne Lenglen

### Impianti sportivi
- Nell'area scolastica sorge un moderno palazzetto dello sport frequentato dalle varie associazioni sportive: basket, judo...
- L'istituto Comprensivo ha una sua palestra aperta la sera al pubblico
- L'Opera Pia Francesconi possiede una sua palestra aperta al pubblico
- Fusignano ha due grandi aree per lo sport all'aperto con campi da calcio e da tennis
- Nel parco Primieri vi è una piccola piscina all'aperto per il momento non attiva ma già frequentatissima dai più piccoli.
- Nella frazione Rossetta è stata realizzata una piscina intercomunale, che serve i territori di Fusignano, Bagnacavallo ed Alfonsine.

Poco lontano è stato realizzato un moderno Centro sportivo. Il Centro dispone di due impianti: un campo da calcio e un campo da rugby. Nel campo da rugby giocano le proprie partite casalinghe le squadre di Alfonsine, Lugo e Faenza.
Il comune è inoltre noto per essere il luogo natale dell'allenatore di calcio Arrigo Sacchi, soprannominato il profeta di Fusignano.

## Galleria d'immagini

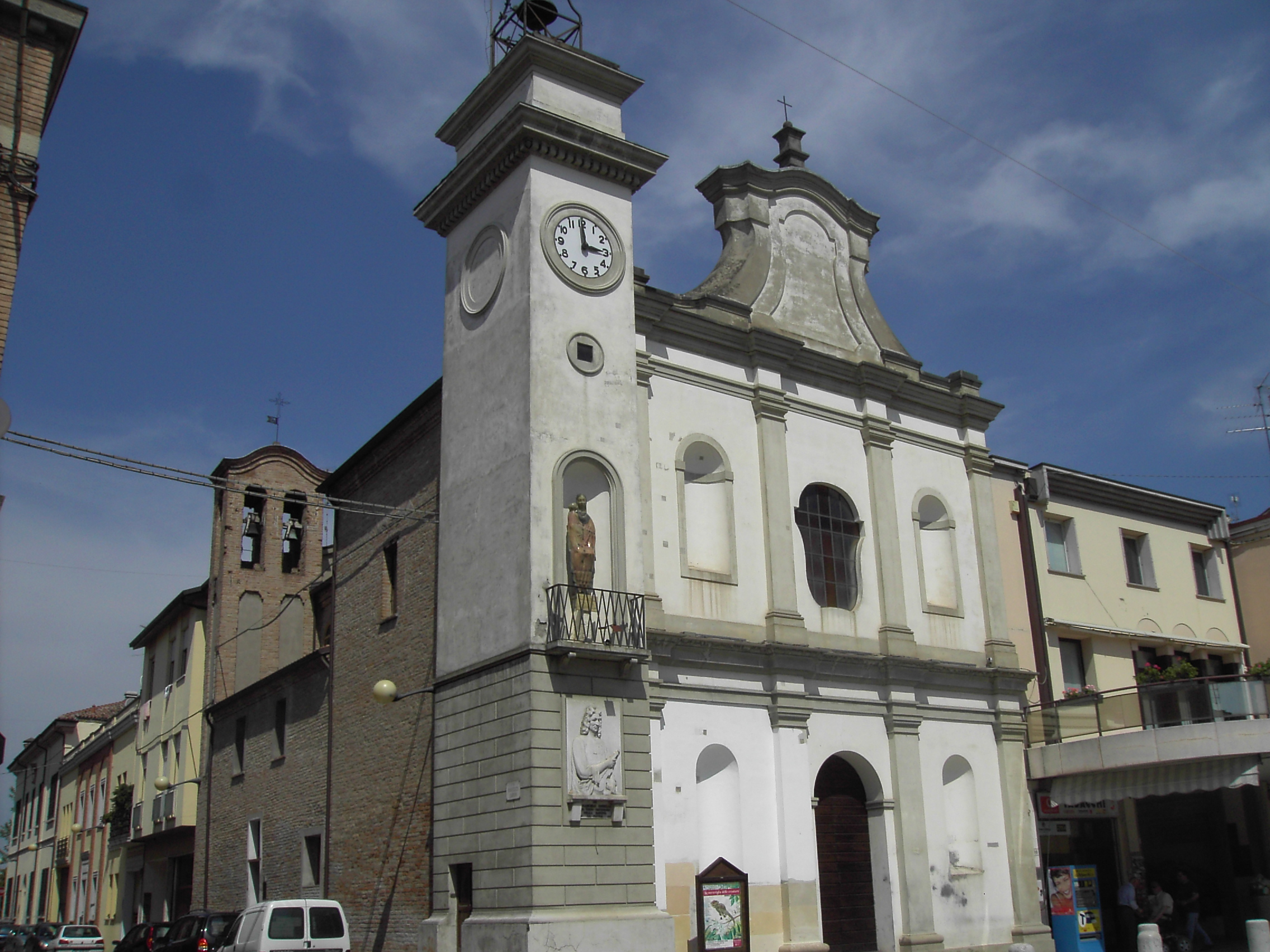
La chiesa del Suffragio, costruita sul terreno delle case dei Corelli
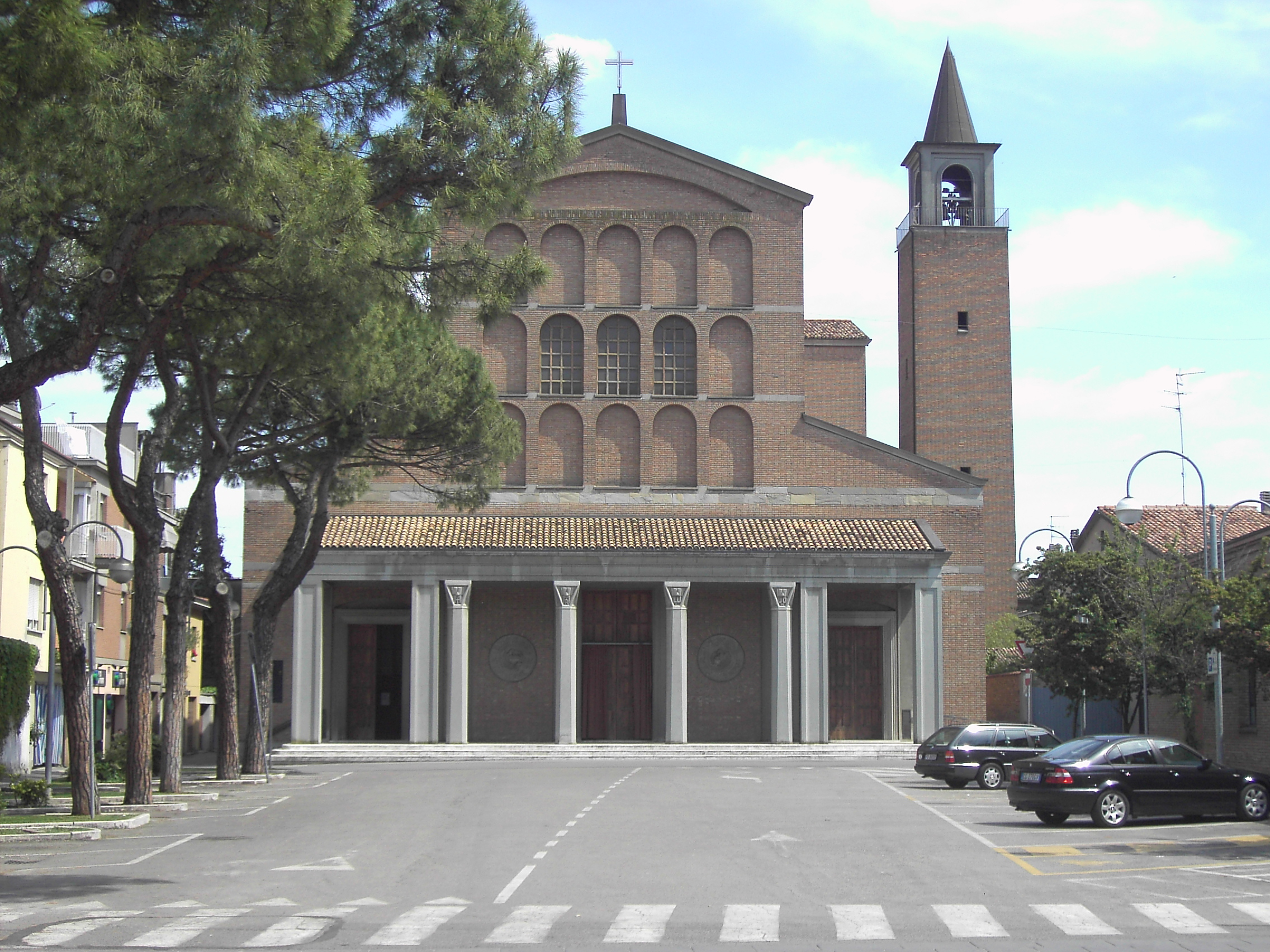
La chiesa arcipretale
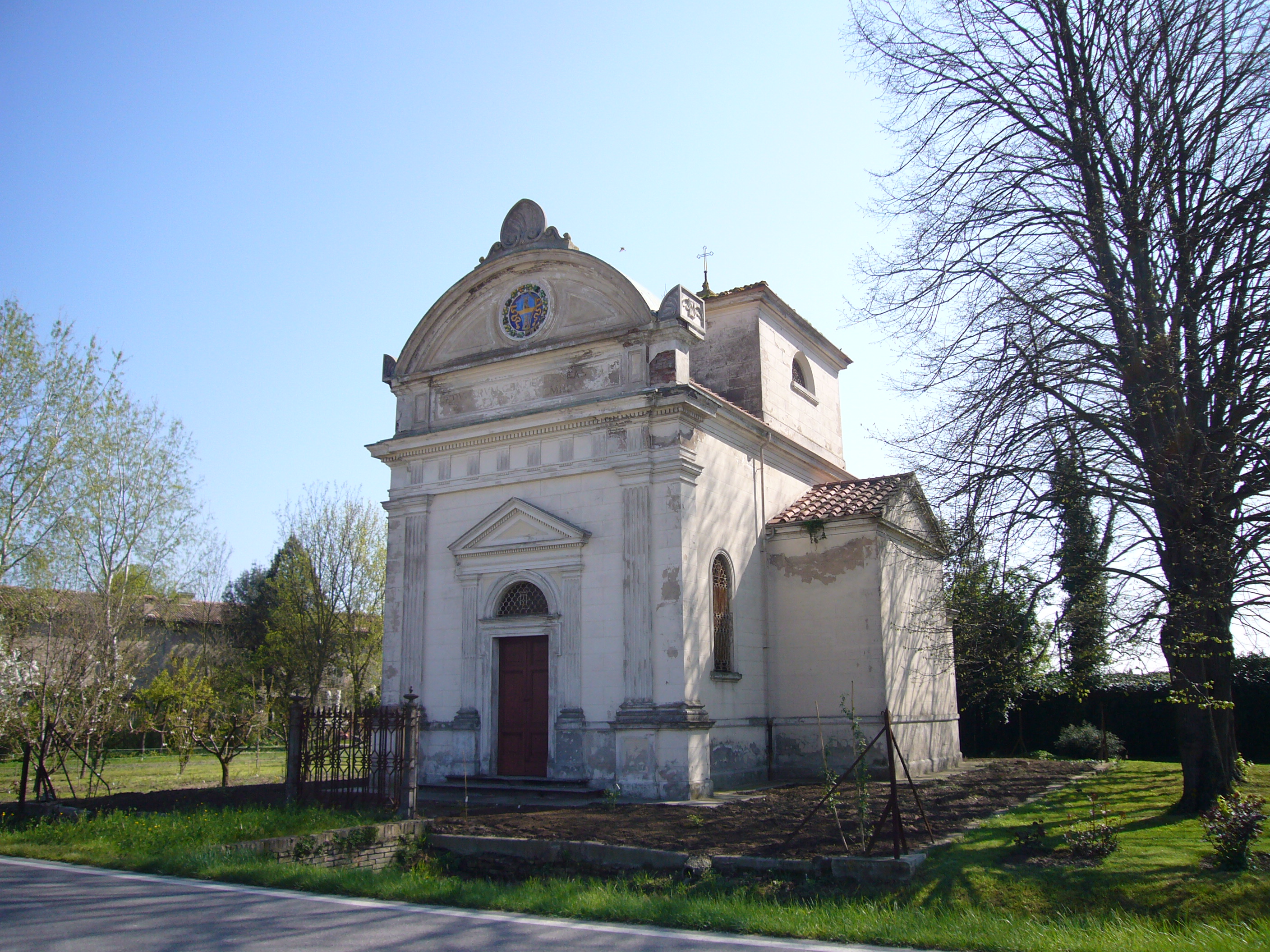
Oratorio della Santissima Annunziata (Sepulcrum Gentis Piancastelli)